# Sali di Tutton
I sali di Tutton sono una famiglia di sali di formula MI2MII(SO4)2(H2O)6 (solfati) o MI2MII(SeO4)2(H2O)6 (selenati). Questi composti sono sali doppi, sono cioè costituiti da due differenti cationi, M+ e M2+ cristallizzati nello stesso reticolo cristallino. Il catione M+ può essere potassio, rubidio, cesio, ammonio (NH4+), ammonio deuterato (ND4+) o tallio. Gli ioni sodio e litio sono troppo piccoli per dare composti di questo tipo. Il catione M2+ può essere magnesio, vanadio, cromo, manganese, ferro, cobalto, nichel, rame, zinco o cadmio. Gli anioni solfato e selenato sono i più comuni, ma esistono esempi di analoghi composti contenenti cromato (CrO42−), tetrafluoroberillato (BeF42−), idrogenofosfato (HPO42−) o monofluorofosfato (PO3F2−). I sali di Tutton cristallizzano nel sistema monoclino, gruppo spaziale P21/a.
I sali di Tutton prendono il nome dal chimico Alfred Tutton (1864-1938), che studiò la cristallografia di 91 di questi composti, pubblicando circa 50 articoli tra il 1890 e il 1929. Questi sali sono stati importanti in passato come standard analitici e spettroscopici, dato che è possibile ottenerli molto puri.

## Esempi e composti correlati
Uno dei più noti sali di Tutton è il sale di Mohr, solfato di ammonio e ferro(II) (NH4)2Fe(SO4)2(H2O)6. Altri esempi sono i sali di Tutton di vanadio(II) e di cromo(II), (NH4)2V(SO4)2(H2O)6 e (NH4)2Cr(SO4)2(H2O)6. Sia allo stato solido che in soluzione lo ione M2+ è presente come complesso ottaedrico [M(H2O)6]2+.
Altri composti correlati con i sali di Tutton sono gli allumi, sali doppi di formula MIMIII(SO4)2(H2O)12. 

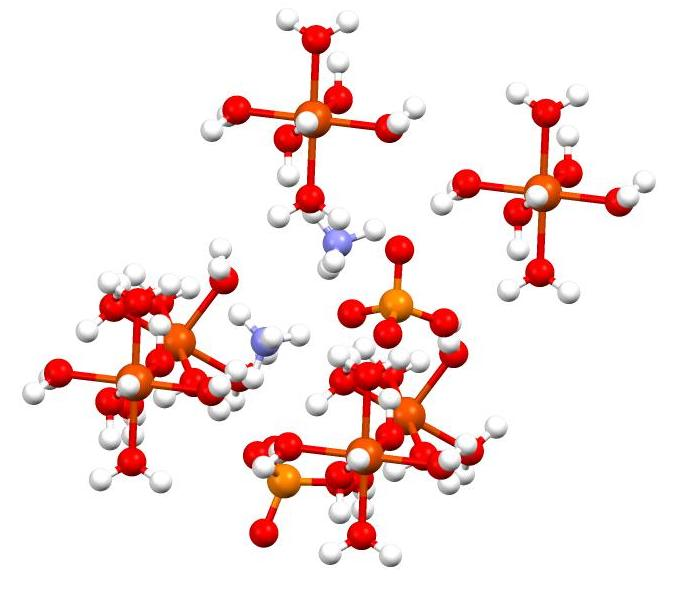
Cella unitaria del solfato di ammonio e ferro(II) (N è viola, O è rosso, S è arancione, Fe è rosso, più grande).
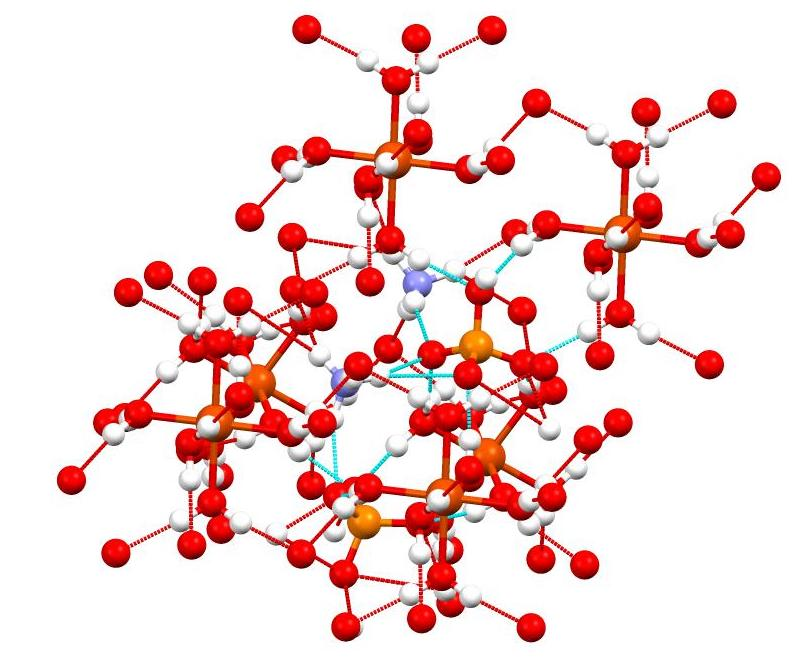
La stessa struttura, evidenziando il reticolo di legami a idrogeno.